# Emanuele Filiberto (1901)
«Емануеле Філіберто» (італ. Emanuele Filiberto)) — броненосець-пре-дредноут Королівських ВМС Італії типу «Амміральйо ді Сан-Бон». 

## Історія створення
Броненосець «Емануеле Філіберто» був закладений 5 жовтня 1893 року на верфі «Cantiere navale di Castellammare di Stabia» у місті Кастелламмаре-ді-Стабія. Спущений на воду 29 вересня 1897 року, вступив у стрій 16 квітня 1902 року.
Свою назву отримав на честь італійського полководця 16-го століття Емануеле Філіберто, Герцога Савойського.

## Історія служби
«Емануеле Філіберто» брав участь в італійсько-турецькій війні, під час якої діяв біля берегів Лівії.
Корабель планувалось виключити зі складу флоту в 1915 році. Але у зв'язку зі вступом Італії у Першу світову війну «Емануеле Філіберто»  та однотипний «Амміральйо ді Сан-Бон» залишились у строю. Вони перебували у Венеції, де виконували роль плавучих батарей.
29 березня 1920 «Емануеле Філіберто» був виключений зі складу флоту і зданий на злам.